# Championnat du Japon de football de deuxième division 2017
Navigation
J2 League 2016 J2 League 2018
Le Championnat du Japon de football de deuxième division 2017 est la 19e édition de la J2 League. Le championnat a débuté le 26 février 2017 et s'est achevé le 19 novembre 2017.
Les deux meilleurs du championnat et le vainqueurs des play-offs sont promus en J.League 2018.

## Les clubs participants
Les équipes classées de la 3e à la 21e place de la J2 League 2016, les 16e, 17e et 18e de J.League 2016 et le champion de J3 League 2016 participent à la compétition.
| Club                      | Dernière montée | Ville     | Classement 2016 | Entraîneur            | Depuis | Stade                         | Capacité | Nombre de saisons |
| ------------------------- | --------------- | --------- | --------------- | --------------------- | ------ | ----------------------------- | -------- | ----------------- |
| Nagoya Grampus            | 2017            | Nagoya    | 16e             | Yahiro Kazama         | 2017   | Stade Toyota                  | 45 000   | 1                 |
| Shonan Bellmare           | 2017            | Hiratsuka | 17e             | Cho Kwi-jea           | 2012   | Hiratsuka Stadium             | 18 500   | 14                |
| Avispa Fukuoka            | 2017            | Fukuoka   | 18e             | Masami Ihara          | 2015   | Level5 Stadium                | 22 563   | 12                |
| Matsumoto Yamaga FC       | 2016            | Matsumoto | 3e              | Yasuharu Sorimachi    | 2012   | Matsumoto Stadium             | 20 000   | 5                 |
| Kyoto Sanga FC            | 2011            | Kyoto     | 5e              | Takanori Nunobe       | 2017   | Nishikyogoku Athletic Stadium | 20 588   | 11                |
| Fagiano Okayama           | 2009            | Okayama   | 6e              | Tetsu Nagasawa        | 2015   | City Light Stadium            | 20 000   | 8                 |
| FC Machida Zelvia         | 2016            | Machida   | 7e              | Naoki Soma            | 2014   | Machida Stadium               | 8 000    | 3                 |
| Yokohama FC               | 2008            | Yokohama  | 8e              | Edson Tavares         | 2017   | Nippatsu Mitsuzawa Stadium    | 15 046   | 15                |
| Tokushima Vortis          | 2015            | Tokushima | 9e              | Ricardo Rodríguez     | 2016   | Pocarisweat Stadium           | 17 924   | 11                |
| Ehime FC                  | 2006            | Matsuyama | 10e             | Shuichi Mase          | 2017   | Ningineer Stadium             | 20 000   | 11                |
| JEF United Ichihara Chiba | 2010            | Ichihara  | 11e             | Juan Eduardo Esnáider | 2016   | Fukuda Denshi Arena           | 19 781   | 8                 |
| Renofa Yamaguchi FC       | 2016            | Yamaguchi | 12e             | Nobuhiro Ueno         | 2014   | Ishin Me-Life Stadium         | 15 115   | 2                 |
| Mito HollyHock            | 2000            | Mito      | 13e             | Takayuki Nishigaya    | 2015   | Stade Mito                    | 12 000   | 17                |
| Montedio Yamagata         | 2016            | Yamagata  | 14e             | Takashi Kiyama        | 2017   | Stade du parc Yamagata        | 20 315   | 15                |
| V-Varen Nagasaki          | 2013            | Nagasaki  | 15e             | Takuya Takagi         | 2013   | Nagasaki Athletic Stadium     | 20 246   | 5                 |
| Roasso Kumamoto           | 2008            | Kumamoto  | 16e             | Tomoyoshi Ikeya       | 2017   | Stade Egao Kenkō              | 32 000   | 9                 |
| Thespakusatsu Gunma       | 2005            | Kusatsu   | 17e             | Hitoshi Morishita     | 2017   | Stade Shoda Shoyu Gunma       | 15 253   | 12                |
| Tokyo Verdy               | 2009            | Tokyo     | 18e             | Miguel Ángel Lotina   | 2017   | Stade Ajinomoto               | 50 000   | 10                |
| Kamatamare Sanuki         | 2014            | Takamatsu | 19e             | Makoto Kitano         | 2010   | Pikara Stadium                | 30 099   | 4                 |
| FC Gifu                   | 2008            | Gifu      | 20e             | Takeshi Oki           | 2017   | Gifu Nagaragawa Stadium       | 26 109   | 9                 |
| Zweigen Kanazawa          | 2015            | Kanazawa  | 21e             | Masaaki Yanagishita   | 2017   | Ishikawa Athletics Stadium    | 20 261   | 3                 |
| Oita Trinita              | 2017            | Ōita      | 1er             | Tomohiro Katanosaka   | 2016   | Stade d'Oita                  | 40 000   | 10                |

- Relégué de la J1 League 2016
- Promu de la J3 League 2016

### Localisation des clubs
| \| Clubs du Grand Tokyo · Mito HollyHock (Ibaraki) · Yokohama FC (Kanagawa) · Tokyo Verdy (Tokyo) · JEF United Ichihara Chiba (Chiba) · FC Machida Zelvia (Tokyo) · Shonan Bellmare (Kanagawa) Grand Tokyo Matsumoto Yamaga FC Ehime FC Nagoya Grampus Kyoto Sanga FC Avispa Montedio Yamagata Renofa Thespakusatsu Oita Trinita Roasso Kumamoto FC Gifu Tokushima Vortis Fagiano Okayama Kamatamare Zweigen Kanazawa Nagasaki \| Localisation des clubs engagés dans le championnat. |
| Clubs du Grand Tokyo · Mito HollyHock (Ibaraki) · Yokohama FC (Kanagawa) · Tokyo Verdy (Tokyo) · JEF United Ichihara Chiba (Chiba) · FC Machida Zelvia (Tokyo) · Shonan Bellmare (Kanagawa) Grand Tokyo Matsumoto Yamaga FC Ehime FC Nagoya Grampus Kyoto Sanga FC Avispa Montedio Yamagata Renofa Thespakusatsu Oita Trinita Roasso Kumamoto FC Gifu Tokushima Vortis Fagiano Okayama Kamatamare Zweigen Kanazawa Nagasaki                                                           |

| Clubs du Grand Tokyo · Mito HollyHock (Ibaraki) · Yokohama FC (Kanagawa) · Tokyo Verdy (Tokyo) · JEF United Ichihara Chiba (Chiba) · FC Machida Zelvia (Tokyo) · Shonan Bellmare (Kanagawa) Grand Tokyo Matsumoto Yamaga FC Ehime FC Nagoya Grampus Kyoto Sanga FC Avispa Montedio Yamagata Renofa Thespakusatsu Oita Trinita Roasso Kumamoto FC Gifu Tokushima Vortis Fagiano Okayama Kamatamare Zweigen Kanazawa Nagasaki |

## Compétition

### Classement
Source : CLASSEMENT J.LEAGUE DIVISION 2 2017 sur transfermarkt.fr
| Rang | Équipe                    | Pts | J  | G  | N  | P  | Bp | Bc | Diff |
| ---- | ------------------------- | --- | -- | -- | -- | -- | -- | -- | ---- |
| 1    | Shonan Bellmare R         | 83  | 42 | 24 | 11 | 7  | 58 | 36 | +22  |
| 2    | V-Varen Nagasaki          | 80  | 42 | 24 | 8  | 10 | 59 | 41 | +18  |
| 3    | Nagoya Grampus R          | 75  | 42 | 23 | 6  | 13 | 85 | 65 | +20  |
| 4    | Avispa Fukuoka R          | 74  | 42 | 21 | 11 | 10 | 54 | 36 | +18  |
| 5    | Tokyo Verdy               | 70  | 42 | 20 | 10 | 12 | 64 | 49 | +15  |
| 6    | JEF United Ichihara Chiba | 68  | 42 | 20 | 8  | 14 | 70 | 58 | +12  |
| 7    | Tokushima Vortis          | 67  | 42 | 18 | 13 | 11 | 71 | 45 | +26  |
| 8    | Matsumoto Yamaga FC       | 66  | 42 | 19 | 9  | 14 | 61 | 45 | +16  |
| 9    | Oita Trinita P            | 64  | 42 | 17 | 13 | 12 | 58 | 50 | +8   |
| 10   | Yokohama FC               | 63  | 42 | 17 | 12 | 13 | 60 | 49 | +11  |
| 11   | Montedio Yamagata         | 59  | 42 | 14 | 17 | 11 | 45 | 47 | -2   |
| 12   | Kyoto Sanga FC            | 57  | 42 | 14 | 15 | 13 | 55 | 47 | +8   |
| 13   | Fagiano Okayama           | 55  | 42 | 13 | 16 | 13 | 44 | 49 | -5   |
| 14   | Mito HollyHock            | 54  | 42 | 14 | 12 | 16 | 45 | 48 | -3   |
| 15   | Ehime FC                  | 51  | 42 | 14 | 9  | 19 | 54 | 68 | -14  |
| 16   | FC Machida Zelvia         | 50  | 42 | 11 | 17 | 14 | 53 | 53 | 0    |
| 17   | Zweigen Kanazawa          | 49  | 42 | 13 | 10 | 19 | 49 | 67 | -18  |
| 18   | FC Gifu                   | 46  | 42 | 11 | 13 | 18 | 56 | 68 | -12  |
| 19   | Kamatamare Sanuki         | 38  | 42 | 8  | 14 | 20 | 41 | 61 | -20  |
| 20   | Renofa Yamaguchi FC       | 38  | 42 | 11 | 5  | 26 | 48 | 69 | -21  |
| 21   | Roasso Kumamoto           | 37  | 42 | 9  | 10 | 23 | 36 | 59 | -23  |
| 22   | Thespakusatsu Gunma       | 20  | 42 | 5  | 5  | 32 | 32 | 88 | -56  |

|  | Promu en J1 League 2018                                   |
|  | Barrages de promotion en J1 League                        |
|  | Barrages de relégation en J3 League                       |
|  | Relégué en J3 League 2018                                 |
|  | P : Promu de J3 League 2016 R : Relégué de J1 League 2016 |

## Barrage promotion
Les demi-finales opposent le 4e contre le 5e et le 3e contre le 6e. Les deux vainqueurs s'affrontent dans une finale pour une place en J.League 2018.

### Demi-finale
| 26 novembre 2017 | Avispa Fukuoka              | 1 - 0   | Tokyo Verdy  | Stade Egao Kenkō, Kumamoto                   |                                              |
| 5h00             | Yamase 14e                  | (1 - 0) |              | Spectateurs : 9 019 Arbitrage : Itaru Hirose | Spectateurs : 9 019 Arbitrage : Itaru Hirose |
| 5h00             | Kamekawa 52e · Kamekawa 79e | Rapport | 90+5e Vieira | Spectateurs : 9 019 Arbitrage : Itaru Hirose | Spectateurs : 9 019 Arbitrage : Itaru Hirose |

| 26 novembre 2017 | Nagoya Grampus                             | 4 - 2   | JEF United Ichihara Chiba             | Stade d'athlétisme de Mizuho, Nagoya                |                                                     |
| 8h00             | Taguchi 61e · Simović 66e 86e 90+6e (pen.) | (0 - 1) | 45+2e 90e (pen.) Larrivey             | Spectateurs : 18 350 Arbitrage : Nobutsugu Murakami | Spectateurs : 18 350 Arbitrage : Nobutsugu Murakami |
| 8h00             | Xavier 9e · Washington 64e · Simović 82e   | Rapport | 31e Funayama · 62e Larrivey · 69e Kim | Spectateurs : 18 350 Arbitrage : Nobutsugu Murakami | Spectateurs : 18 350 Arbitrage : Nobutsugu Murakami |

### Finale
| 3 décembre 2017 | Nagoya Grampus                        | 0 - 0   | Avispa Fukuoka          | Stade Toyota, Toyota                             |                                                  |
| 8h00            |                                       | (0 - 0) |                         | Spectateurs : 37 959 Arbitrage : Hiroyuki Kimura | Spectateurs : 37 959 Arbitrage : Hiroyuki Kimura |
| 8h00            | Simović 53e · Aoki 80e · Takeda 90+4e | Rapport | 8e Matsuda · 50e Saneto | Spectateurs : 37 959 Arbitrage : Hiroyuki Kimura | Spectateurs : 37 959 Arbitrage : Hiroyuki Kimura |

## Statistiques

### Meilleurs buteurs
|                    | Buteur            | Club                      | Buts | MJ |
| ------------------ | ----------------- | ------------------------- | ---- | -- |
| Médaille d'or      | Ibba Laajab       | Yokohama FC               | 25   | 41 |
| Médaille d'argent  | Daiki Watari      | Tokushima Vortis          | 23   | 42 |
| Médaille de bronze | Wellington Tanque | Avispa Fukuoka            | 19   | 36 |
| 4                  | Hiroyuki Takasaki | Matsumoto Yamaga FC       | 19   | 41 |
| 5                  | Joaquín Larrivey  | JEF United Ichihara Chiba | 19   | 38 |
| 6                  | Robin Simović     | Nagoya Grampus            | 18   | 40 |
| 7                  | Douglas Vieira    | Tokyo Verdy               | 18   | 41 |
| 8                  | Yusuke Goto       | Oita Trinita              | 17   | 41 |
| 9                  | Alan Pinheiro     | Tokyo Verdy               | 17   | 39 |
| 10                 | Koichi Sato       | Zweigen Kanazawa          | 16   | 42 |